# John Njue
John Njue (Kiriari Village, 1º gennaio 1946) è un cardinale e arcivescovo cattolico keniota, dal 4 gennaio 2021 arcivescovo emerito di Nairobi.

## Biografia
È nato il 1º gennaio 1946 a Kiriari Village, località del distretto di Embu appartenente alla sub-locazione di Mukangu e alla locazione di Ngandori. È stato battezzato nel 1948.
Per lungo tempo era ignoto il giorno preciso della sua nascita, ma si supponeva che fosse nato nel 1944. Dal 2024, invece, la biografia presente nel sito della Sala stampa della Santa Sede e l'Annuario pontificio riportano come giorno di nascita il 1º gennaio 1946.

### Formazione e ministero sacerdotale
Dopo i primi studi compiuti nel Paese d'origine e una volta maturata la propria vocazione si trasferisce a Roma, dove frequenta la Pontificia università urbaniana, dove si laurea in filosofia nel 1969. In occasione del 350º anniversario dell'istituzione della Congregazione per l'Evangelizzazione dei Popoli, il 6 gennaio 1973, è ordinato sacerdote da papa Paolo VI. Tornato in patria svolge il suo ministero dapprima in una parrocchia e successivamente presso il St. Augustine Senior Seminary, a Mabanga in Bungoma, dove diviene docente di filosofia. Nel 1985 diviene rettore del St. Joseph's Philosophicum Seminary di Nairobi.

### Ministero episcopale e cardinalato
È stato primo vescovo di Embu, in Kenya, dal 9 giugno 1986 al 9 marzo 2002; ha ricevuto la consacrazione episcopale dal cardinale Jozef Tomko, prefetto della Congregazione per l'evangelizzazione dei popoli, il 20 settembre 1986. Negli anni successivi diviene anche amministratore apostolico di Isiolo (2005) e di Muranga.
Giovanni Paolo II lo ha nominato nel 2002 arcivescovo coadiutore di Nyeri, ma prima di poter succedere all'ordinario per coadiutoria il 6 ottobre 2007 papa Benedetto XVI lo ha nominato arcivescovo di Nairobi.
Ha preso parte alle sessioni del Sinodo dei Vescovi svoltesi nel 2014 e nel 2015.
È stato creato cardinale nel concistoro del 24 novembre 2007 da papa Benedetto XVI, ricevendo il titolo del Preziosissimo Sangue di Nostro Signore Gesù Cristo. È membro della Congregazione per l'evangelizzazione dei popoli, della Congregazione per l'educazione cattolica e del Dicastero per la comunicazione.
Dal 1997 al 2003 e dal 2006 al 2015 è stato presidente della Conferenza dei vescovi cattolici del Kenya.
Ha partecipato al conclave del 2013 per eleggere il successore di Benedetto XVI.
Il 4 gennaio 2021 papa Francesco ha accolto la sua rinuncia per raggiunti limiti di età.
Per motivi di salute non ha partecipato al conclave del 2025 che ha eletto papa Leone XIV.

## Genealogia episcopale e successione apostolica
La genealogia episcopale è:
- Cardinale Scipione Rebiba
- Cardinale Giulio Antonio Santori
- Cardinale Girolamo Bernerio, O.P.
- Arcivescovo Galeazzo Sanvitale
- Cardinale Ludovico Ludovisi
- Cardinale Luigi Caetani
- Cardinale Ulderico Carpegna
- Cardinale Paluzzo Paluzzi Altieri degli Albertoni
- Papa Benedetto XIII
- Papa Benedetto XIV
- Papa Clemente XIII
- Cardinale Enrico Benedetto Stuart
- Papa Leone XII
- Cardinale Chiarissimo Falconieri Mellini
- Cardinale Camillo Di Pietro
- Cardinale Mieczysław Halka Ledóchowski
- Cardinale Jan Maurycy Paweł Puzyna de Kosielsko
- Arcivescovo Józef Bilczewski
- Arcivescovo Bolesław Twardowski
- Arcivescovo Eugeniusz Baziak
- Papa Giovanni Paolo II
- Cardinale Jozef Tomko
- Cardinale John Njue

La successione apostolica è:
- Vescovo James Maria Wainaina Kungu (2009)
- Vescovo Paul Kariuki Njiru (2009)
- Arcivescovo Maurice Muhatia Makumba (2010)
- Vescovo Dominic Kimengich (2010)
- Vescovo Emanuel Barbara, O.F.M.Cap. (2011)
- Vescovo Joseph Ndembu Mbatia (2012)
- Vescovo John Oballa Owaa (2012)
- Vescovo Joseph Alessandro, O.F.M.Cap. (2012)